# Circonscription de Kavala
La circonscription de Kavala (en grec : Εκλογική περιφέρεια Καβάλας) est une circonscription législative de la Grèce. Elle correspond au territoire du nome de Kavala. Elle compte 144 892 électeurs inscrits en janvier 2015.

Situation de la circonscription de Kavala

## Élections législatives de mai 2012

### Résultats
La circonscription de Kavala élit quatre députés en mai 2012. Les élections ont lieu au scrutin proportionnel plurinominal avec prime majoritaire et un seuil de représentation de 3 % des suffrages exprimés au niveau national.
90 945 électeurs se sont exprimés sur 145 967 inscrits, soit un taux de participation de 62,31 %. Parmi les vingt-cinq listes candidates, deux listes obtiennent au moins un siège dans la circonscription.
| Rang | Liste                              | Nombre de voix | Pourcentage des voix | Nombre de sièges |
| ---- | ---------------------------------- | -------------- | -------------------- | ---------------- |
| 1    | Nouvelle Démocratie                | +21 308,       | 24,11 %              | 3                |
| 2    | Mouvement socialiste panhellénique | +14 582,       | 16,50 %              | 0                |
| 3    | SYRIZA                             | +12 607,       | 14,26 %              | 1                |
| 4    | Grecs indépendants                 | +09 242,       | 10,46 %              | 0                |
| 5    | Aube dorée                         | +06 181,       | 6,99 %               | 0                |
| 6    | Parti communiste de Grèce          | +05 825,       | 6,59 %               | 0                |
| 7    | Gauche démocrate                   | +04 885,       | 5,53 %               | 0                |

### Députés

#### Nouvelle Démocratie
La liste de la Nouvelle Démocratie est en tête et obtient trois sièges.
| Rang | Nom                     | Nombre de voix |
| ---- | ----------------------- | -------------- |
| 1    | Nikólaos Panayotópoulos | +7 954,        |
| 2    | Georgios Kalandzis      | +6 490,        |
| 3    | Ioannis Paschalidis     | +5 286,        |

#### SYRIZA
La liste de la SYRIZA est troisième et obtient un siège.
| Rang | Nom                     | Nombre de voix |
| ---- | ----------------------- | -------------- |
| 1    | Dimitrios Emmanouilidis | +3 150,        |

## Élections législatives de juin 2012

### Résultats
La circonscription de Kavala élit quatre députés en juin 2012. Les sièges sont répartis à l'issue d'un scrutin proportionnel plurinominal avec prime majoritaire entre les listes ayant obtenu au moins 3 % des suffrages exprimés au niveau national.
88 168 électeurs se sont exprimés sur 146 021 inscrits, soit un taux de participation de 60,38 %. Parmi les dix-huit listes candidates, une seule liste remporte l'ensemble des sièges.
| Rang | Liste                              | Nombre de voix | Pourcentage des voix | Nombre de sièges |
| ---- | ---------------------------------- | -------------- | -------------------- | ---------------- |
| 1    | Nouvelle Démocratie                | +30 112,       | 34,59 %              | 4                |
| 2    | SYRIZA                             | +18 415,       | 21,15 %              | 0                |
| 3    | Mouvement socialiste panhellénique | +12 941,       | 14,86 %              | 0                |
| 4    | Grecs indépendants                 | +07 266,       | 8,35 %               | 0                |
| 5    | Aube dorée                         | +05 787,       | 6,65 %               | 0                |
| 6    | Gauche démocrate                   | +04 488,       | 5,15 %               | 0                |
| 7    | Parti communiste de Grèce          | +03 036,       | 3,49 %               | 0                |

### Députés

#### Nouvelle Démocratie
La liste de la Nouvelle Démocratie est en tête et obtient quatre sièges.
| Rang | Nom                     |
| ---- | ----------------------- |
| 1    | Nikólaos Panayotópoulos |
| 2    | Georgios Kalandzis      |
| 3    | Ioannis Paschalidis     |
| 4    | Konstantinos Klitsiotis |

## Élections législatives de janvier 2015

### Résultats
La circonscription de Kavala élit quatre députés en 2015. Les sièges sont répartis à l'issue d'un scrutin proportionnel plurinominal avec prime majoritaire entre les listes ayant obtenu au moins 3 % des suffrages exprimés au niveau national.
87 502 électeurs se sont exprimés sur 144 892 inscrits, soit un taux de participation de 60,39 %. Parmi les seize listes candidates, deux listes obtiennent au moins un siège dans la circonscription.
| Rang | Liste                              | Nombre de voix | Pourcentage des voix | Nombre de sièges |
| ---- | ---------------------------------- | -------------- | -------------------- | ---------------- |
| 1    | SYRIZA                             | +26 665,       | 31,27 %              | 3                |
| 2    | Nouvelle Démocratie                | +26 614,       | 31,21 %              | 1                |
| 3    | Aube dorée                         | +06 067,       | 7,11 %               | 0                |
| 4    | Mouvement socialiste panhellénique | +05 215,       | 6,12 %               | 0                |
| 5    | Grecs indépendants                 | +05 006,       | 5,87 %               | 0                |
| 6    | La Rivière                         | +04 724,       | 5,54 %               | 0                |
| 7    | Parti communiste de Grèce          | +03 641,       | 4,27 %               | 0                |

### Députés
La répartition des sièges au sein de chaque liste élue dépend du nombre de voix obtenues individuellement par chaque candidat, suivant le système du vote préférentiel. Dans la circonscription de Kavala, les listes peuvent comporter jusqu'à six candidats. Les électeurs peuvent exprimer un vote préférentiel pour un maximum de deux candidats sur la liste pour laquelle ils votent.

#### SYRIZA
La liste de la SYRIZA est en tête et obtient trois sièges.
| Rang | Nom                     | Nombre de voix |
| ---- | ----------------------- | -------------- |
| 1    | Dimitrios Emmanouilidis | +8 650,        |
| 2    | Ilias Ioannidis         | +7 494,        |
| 3    | Alexandra Tsanaka       | +5 706,        |

#### Nouvelle Démocratie
La liste de la Nouvelle Démocratie est deuxième et obtient un siège.
| Rang | Nom                      | Nombre de voix |
| ---- | ------------------------ | -------------- |
| 1    | Nikolaos Panagiotopoulos | +9 699,        |